# 모리야마지에이타이마에역
모리야마지에이타이마에역(일본어: 守山自衛隊前駅, もりやまじえいたいまええき)은 일본 아이치현 나고야시 모리야마구에 소재하는 나고야 철도 세토선의 역이다. 역 번호는 ST08이다. 역명은 근처에 있는 육상자위대 모리야마 주둔지에서 유래하였다.

## 역사
육군 보병 제33연대 주둔지에서 가까운 것부터 연대 앞역으로 개통하였다. 태평양 전쟁 직전에는 군사 시설의 소재지를 알아듣지 못하는 방첩상의 이유로 소재지의 지명을 따서 니주켄가역으로 변경하였다. 전후에는 모리야마의 정제도와 시제 제도 시행에 맞추어 모리야마마치역, 모리야마시역으로 2번 변경하였다. 1963년, 모리야마 시와 나고야 시와의 합병 후에 1966년 3월 15일부터는 현재의 역명이 유지 중이다.
1978년의 사카에마치 노선을 개설하고 이전에는 준급이 정차하고 있었다.
1983년에 역사를 개량하고 구내 건널목이 폐쇄되어 과선교가 설치되었고, 주차장과 가게가 정비되었다.
2006년 8월 3일 트랜 패스 대응을 포함한 역 집중 관리 시스템 도입으로 인하여 시설이 개량되면서 무인화되었다.

### 연표
- 1905년 4월 2일: 세토 자동철도(후, 세토 전기철도)의 연대 앞역으로 영업 개시.
- 1939년 9월 1일: 나고야 철도에 합병되면서 당 회사의 역이 됨.
- 1941년 2월 10일: 니주켄가역으로 역명 변경.
- 1946년 6월 1일: 모리야마마치역으로 역명 변경.
- 1955년 2월 1일: 모리야마시역으로 역명 변경.
- 1966년 3월 15일: 모리야마지에이타이마에역으로 역명 변경.
- 1983년 3월 24일: 현 역사의 공용을 개시.
- 2006년 8월 3일: 역 집중 관리 시스템 도입으로 무인화됨.
- 2011년 2월 11일: IC카드 승차권 manaca 도입.
- 2012년 2월 29일: 트랜 패스 공용 종료.

## 역 구조
상대식 승강장 2면 2선의 지상역이다.
역 집중 관리 시스템에 의하여 무인역이고 관리는 오조네역에서 담당하고 있다.

### 승강장
| 번호 | 노선      | 방향 | 행선                    |
| ---- | --------- | ---- | ----------------------- |
| 1    | ■ 세토 선 | 하행 | 오와리세토 방면         |
| 2    | ■ 세토 선 | 상행 | 오조네・사카에마치 방면 |

## 역 주변
가장 가까운 버스 정류장은 모리야마 자위대이고 나고야 시 교통국(나고야 시영 버스) 노선이 발착하고 있다.
야다 강에 걸리는 미야마에바시를 끼고 약 1km 가까운 위치에 있는 나고야 중・고등학교와 아이치 교육 대학 부속 나고야 중학교 등 학생의 이용도 있다.
- 육상자위대 제10사단 사령부・모리야마 주둔지
- 나고야 시 모리야마 도서관(옛 모리야마 시청 부지)
- 나고야 시 모리야마 평생 학습 센터
- 나고야 시립 모리야마 중학교
- 아이치 은행 모리야마 지점
- 세토 신용 금고 모리야마 지점
- JA나고야 모리야마 지점
- 세토 가도(아이치 현도 61호 나고야세토 선)
- 아이치 현도 30호 세키타나고야 선
- 나고야 가이드웨이 버스 모리야마역
- 나고야 시영 지하철 메이조 선 스나다바시 역

## 인접역
| 나고야 철도 ■ 세토선      | 나고야 철도 ■ 세토선 | 나고야 철도 ■ 세토선          |
| ------------------------- | -------------------- | ----------------------------- |
| ST07 야다 사카에마치 방면 | ■ 보통               | 효탄야마 ST09 오와리세토 방면 |